# Jan Ptasiński

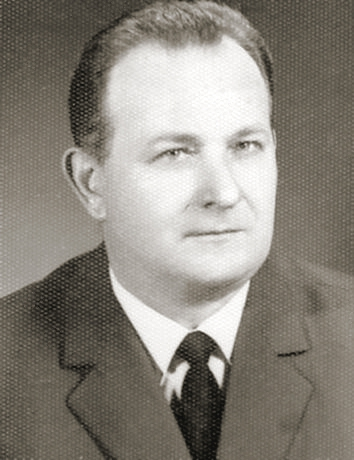
Jan Ptasiński

Jan Ptasiński (* 21. April 1921 in Dłutowo, Gmina Naruszewo, Powiat Płoński; † 2. September 2015 in Warschau) war ein Politiker der Polnischen Vereinigten Arbeiterpartei PZPR (Polska Zjednoczona Partia Robotnicza) in der Volksrepublik Polen, der unter anderem zwischen 1952 und 1954 Vize-Minister im Ministerium für öffentliche Sicherheit (Ministerstwo Bezpieczeństwa Publicznego), von 1956 bis 1960 stellvertretender  Oberbefehlshaber der Bürgermiliz MO (Milicja Obywatelska) sowie zwischen 1968 und 1971 Botschafter in der Sowjetunion war.

## Leben

### Parteifunktionär und Vize-Minister
Jan Ptasiński wurde 1942 Mitglied der Polnischen Arbeiterpartei PPR (Polska Partia Robotnicza), die am 5. Januar 1942 im Untergrund in Warschau gegründet wurde. Danach engagierte er sich von Juli 1942 bis Januar 1945 im Zweiten Weltkrieg gegen die deutsche Besatzungsmacht im Hauptquartier des XVIII. Bezirks der Volksgarde GL (Gwardia Ludowa), die im Januar 1944 zur Volksarmee AL (Armia Ludowa) wurde. 1945 wurde er zunächst Erster Sekretär des PPR-Parteikomitees des Powiat Płoński sowie 1946 Leiter einer Abteilung im PPR-Parteikomitee von Warschau. Anschließend fungierte er zwischen 1947 und 1948 erst als Zweiter Sekretär sowie danach von 1948 bis 1951 als Erster Sekretär des Parteikomitees der nunmehrigen Polnischen Vereinigten Arbeiterpartei PZPR (Polska Zjednoczona Partia Robotnicza) von Rzeszów. Nachdem er 1952 für einige Zeit Erster Sekretär des PZPR-Parteikomitees von Łódź war, fungierte er zwischen dem 5. Dezember 1952 und dem 9. Dezember 1954 als Vize-Minister im Ministerium für öffentliche Sicherheit (Ministerstwo Bezpieczeństwa Publicznego).
Am 20. November 1952 wurde Ptasińsk für die PZPR Mitglied des Sejm und vertrat in diesem in der ersten Legislaturperiode bis zum 20. November 1956 den Wahlbezirk Nr. 8 Łódź. Auf dem II. Parteitag (10. bis 17. März 1954) wurde er Kandidat des Zentralkomitees (ZK) der PZPR und behielt diese Funktion nach seiner Bestätigung auf dem III. Parteitag (10. bis 19. März 1959) bis zum IV. Parteitag (15. bis 20. Juni 1964). Er war ferner zwischen dem 14. Dezember 1954 und dem 11. Dezember 1956 stellvertretender Vorsitzender des Komitees für öffentliche Sicherheit beim Ministerrat (Komitet do spraw Bezpieczeństwa Publicznego), welches aus dem bisherigen Ministerium für öffentliche Sicherheit hervorgegangen war. Er fungierte außerdem zwischen Oktober und November 1956 kurzfristig als Erster Sekretär des PZPR-Komitees von Bydgoszcz und war vom 12. Dezember 1956 bis zum 15. Februar 1960 stellvertretender  Oberbefehlshaber der Bürgermiliz MO (Milicja Obywatelska). 

### Abgeordneter, ZK-Mitglied und Botschafter in der Sowjetunion

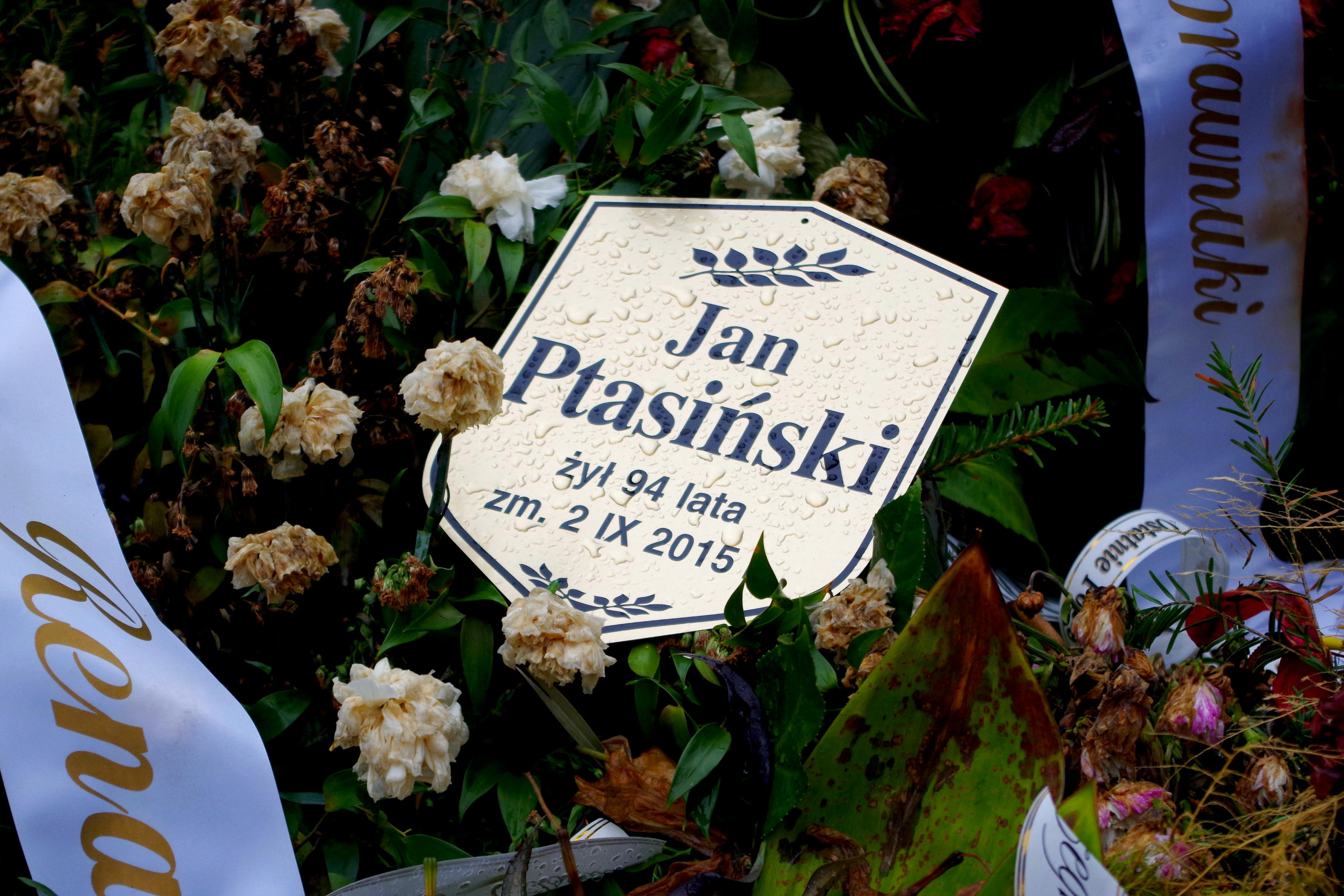
Nach seinem Tode am 2. September 2015 wurde Jan Ptasiński auf dem Militärfriedhof des Warschauer Powązki-Friedhofes beigesetzt.

1960 wurde Jan Ptasiński Erster Sekretär des PZPR-Komitees von Danzig und behielt diese Funktion bis Ende 1967. Er wurde am 15. Mai 1961 wiederum Mitglied des Sejm und vertrat bis zum 31. März 1965 in der dritten Legislaturperiode sowie zwischen dem 24. Juni 1965 und dem 29. April 1969 auch in der darauf folgenden vierten Legislaturperiode den Wahlkreis Nr. 17 Danzig. Er war in dieser Zeit auch Mitglied des Präsidiums der PZPR-Fraktion sowie Mitglied des Ausschusses für Außenhandel des Sejm. Auf dem IV. Parteitag (15. bis 20. Juni 1964) wurde er Mitglied des ZK und gehörte diesem Führungsgremium nach seiner Bestätigung auf dem V. Parteitag (11. bis 16. November 1968) bis zum VI. Parteitag (6. bis 11. Dezember 1971) an.
Im Januar 1968 löste er Edmund Pszczółkowski als Botschafter in der Sowjetunion ab und bekleidete diesen Posten bis Juli 1971, woraufhin Zenon Nowak seine dortige Nachfolge antrat. Nach Beendigung seiner diplomatischen Mission in Moskau wurde er Vizepräsident des Zentralverbandes der Arbeitsgenossenschaften CZSP (Centralnego Związku Spółdzielczości Pracy). Er war außerdem langjähriges Mitglied des Obersten Rates und des Hauptvorstands des Verbandes der Kämpfer für Freiheit und Demokratie ZBoWiD (Związek Bojowników o Wolność i Demokrację), die offizielle polnische staatlich kontrollierte Kriegsveteranenvereinigung in der Volksrepublik Polen. Für seine langjährigen Verdienste in der Volksrepublik Polen wurde er mehrfach ausgezeichnet und erhielt unter anderem den Orden des Banners der Arbeit (Order Sztandaru Pracy) Erster Klasse und Zweiter Klasse, den Orden des Grunwald-Kreuzes (Order Krzyża Grunwaldu) Dritter Klasse sowie die Kommandeurswürde des Ordens Polonia Restituta. Nach seinem Tode wurde er auf dem Warschauer Powązki-Militärfriedhof beigesetzt.

## Veröffentlichungen
Er verfasste mehrere Bücher zu politischen und zeitgeschichtlichen Themen, die teilweise autobiografisch geprägt waren. Zu seinen Werken gehören:
- Z mazowieckich pól, 1959
- Walki ciąg dalszy. 1945–1946, 1979
- Ziemia płońska w latach 1939–1945, 1981
- Obrachunek własny, 1984
- Pierwszy z trzech zwrotów, czyli, Rzecz o Władysławie Gomułce, 1984
- Wydarzenia poznańskie, czerwiec 1956, 1986
- Drugi zwrot. Gomułka u szczytu powodzenia, 1988